# 微染色體

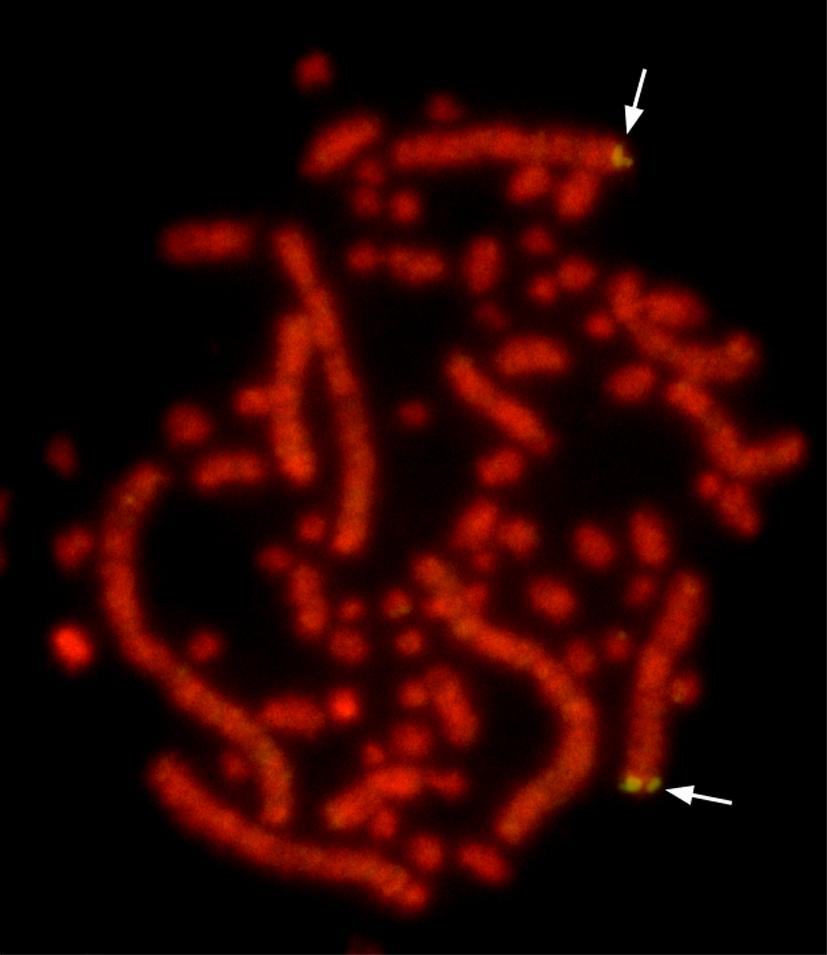
雞的染色體核型圖，箭頭所指為大型染色體上經染色的基因條帶，點狀結構則為微染色體

微染色體（Microchromosome）是鳥類與部分爬行類、兩生類及魚類細胞中一類較小的染色體，其中以鳥類的微染色體數量最多，鳥類通常具有約2n = 80條（40對）染色體，其中僅7至10對染色體為易於鑑別的大型染色體（包括性染色體），其他均為微染色體；隼形目和鸚形目鳥類的一些微染色體彼此融合，因此染色體的總數較少；哺乳類、鱷與蛙類則無微染色體。有研究發現有些龜鱉類（刺鱉與中華鱉）決定性別的ZW/ZZ染色體為微染色體。
微染色體的長度通常小於20Mb ，這些染色體在核型分析中較難鑑別，在有絲分裂的中期大小僅有約1微米，且難以觀察到中節與染色條帶。微染色體上帶有許多基因，例如雞基因組中有50%至75%的基因位於微染色體上。微染色體可能是由大型染色體形成的碎片演化而來。

## 註腳
1. ↑  少數唐氏症與X染色體易裂症等染色體異常疾病患者細胞中多出的小型染色體有時也被稱為微染色體[4][5]。